# Johnny Downie
John Dennis „Johnny“ Downie (* 19. Juli 1925 in Lanark; † 19. Februar 2013 in Tynemouth) war ein schottischer Fußballspieler. Der Halbstürmer gewann mit Manchester United im Jahr 1952 die englische Meisterschaft und war zum Zeitpunkt seines Transfers für eine Ablösesumme von 18.000 Pfund im März 1949 die teuerste Verpflichtung in der Vereinsgeschichte der „Red Devils“.

## Sportlicher Werdegang
Downies Profifußballerkarriere begann noch vor dem Ende des Zweiten Weltkriegs, in dem er in den Fryston-Kohlebergwerken (in der Nähe von Castleford) als Bevin Boy gearbeitet hatte. Ab Dezember 1944 machte er sich bei Bradford Park Avenue in England auf der zurückgezogenen Halbstürmerposition im Ligabetrieb ab 1946 einen Namen, gleichsam als Vorbereiter und regelmäßiger Torschütze. Zu den anfänglichen Sturmpartnern zählte der extravagante Len Shackleton und bis zu seinem Weggang im März 1949 war Downie ein Schlüsselspieler im Team des Zweitligisten. Damit zog er das Interesse von Matt Busby auf sich und nachdem sich dieser mit seinem Schützling Johnny Morris verkracht hatte, verpflichtete er Downie für die damalige Rekordablösesumme on 18.000 Pfund für Manchester United – was nahezu dreimal so teuer wie die vorherige Marke aus dem Jahr 1938 für Jack Smith war mit damals 6.500 Pfund.
Auf Anhieb konnte sich Downie positiv in die neue Mannschaft einbringen und gewann sowohl 1949 als auch zwei Jahre später die Vizemeisterschaft. Er trug schließlich wesentlich dazu bei, dass die „Red Devils“ in der Saison 1951/52 den ersten englischen Ligatitel in der Busby Ära einfuhren, wenngleich er im Vergleich zu seinem oft spektakulären Vorgänger Morris schlechter beurteilt wurde. Während sich Downie durch Antrittschnelligkeit, beidfüßige Torgefährlichkeit und Spielintelligenz auszeichnete, konnte er die Allroundfähigkeiten und das selbstbewusste Auftreten von Morris nicht ersetzen, der zudem als Publikumsliebling ein hohes Ansehen genossen hatte. Downie Ausbeute lag in der Meistersaison bei elf Toren, was seinem letztlichen Schnitt von einem Treffer pro drei Ligapartien entsprach. Dazu kam eine Reihe von Assists für die Torjäger Jack Rowley und Stan Pearson. Dennoch zeigte sich Busby wiederholt unzufrieden mit Downie, der sein Potential nicht immer abrief, in spielentscheidenden Situationen gelegentlich die falsche Entscheidung traf und den „Killerinstinkt“ vermissen ließ. Um den Druck als Torschütze zu mindern bat Downie seinen Trainer, auf die Außenläuferposition zurückgezogen zu werden. Da Manchester United aber gerade im Mittelfeld mit den jungen Busby Babes (wie beispielsweise dem aufstrebenden Duncan Edwards) gut besetzt war, blieb seine Bitte unberücksichtigt. So endete die Zeit in Manchester bereits im August 1953 und für 10.000 Pfund wechselte Downie zum Zweitligisten Luton Town.
Zwar glückte sein Debüt mit einem Hattrick zum 4:4 gegen Oldham Athletic, aber in den folgenden 25 Ligapartien gelangen Downie nur neun weitere Treffer. Er verließ Luton schon wieder im Juli 1954 in Richtung des Ligakonkurrenten Hull City und nach einem weiteren Jahr schlossen sich weitere Kurzzeitigengagements beim FC King’s Lynn und Wisbech Town (beide jeweils im Non-League-Bereich) sowie später bei Mansfield Town und dem FC Darlington an. Auch im Alter von fast 40 war er noch für Vereine wie Hyde United (48 Pflichtspiele/12 Tore 1960/61), dem AFC Mossley (15 Pflichtspiele/3 Tore 1961/62) und Stalybridge Celtic aktiv. Er verstarb im Alter von 87 Jahren im Februar 2013.

## Titel/Auszeichnungen
- Englischer Meister: 1952
- FA Charity Shield: 1952